# 銭君匋
銭 君匋（せん くんとう）は、中国近現代の代表的な篆刻家・書家・画家である。
原名は玉堂のちに玉棠と改名。君匋は字で通名とした。 号は豫堂。浙江桐郷県（現在の浙江省桐郷市）の人。

## 経歴
上海芸術師範学校卒業。美術・音楽教育に携わる。活動分野は幅広く、書・画・印・音楽・書籍装幀に及ぶ。とりわけ篆刻に優れ、西泠印社副社長などの要職を歴任。
収蔵家としても知られ、晩年に膨大なコレクション（書・画・印・印譜）などを故郷の桐郷県に寄贈。その後、君匋芸術院が建設された。

## 著書
- 『中国鉥印源流』葉潞淵共著、香港上海書局、1963年
- 『長征印譜』
- 『魯迅印譜』
- 『銭君匋作品集』